# Kudus (Stadt)

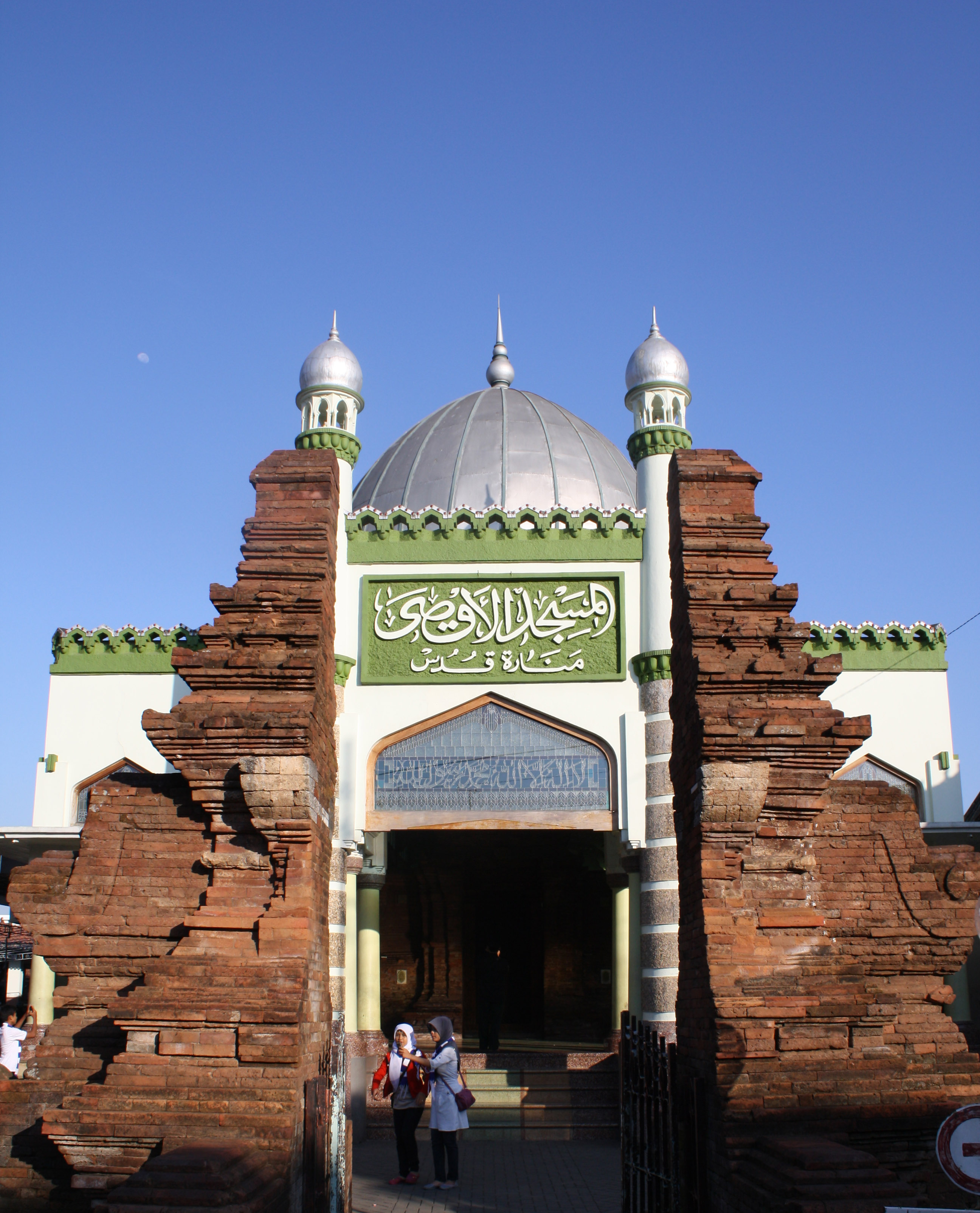
Heilige Turmmoschee, Kudus

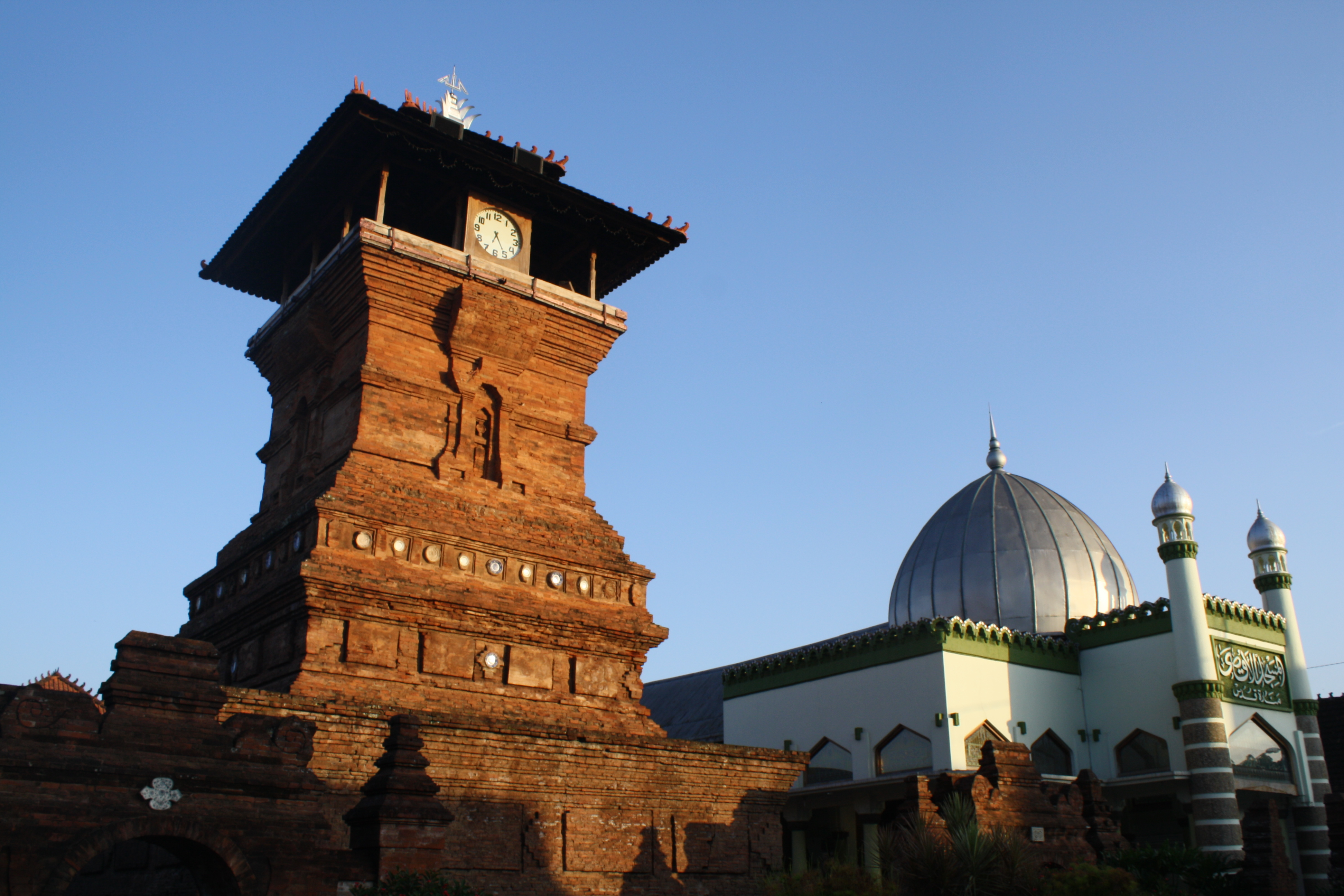
Turm der Moschee

Kudus (indonesisch: Kota Kudus) ist eine indonesische Stadt mit 90.000 Einwohnern (Juni 2022). Sie befindet sich an der Nordküste der Insel Java und bildet den Hauptort des Regierungsbezirks Kudus. Sie liegt östlich von Semarang.

## Geschichte
Kudus war im sechzehnten Jahrhundert eine wichtige islamische heilige Stadt. Sie ist der einzige Ort auf Java, der dauerhaft einen arabischen Namen (Arabisch: القدس al-Quds, Jerusalem) erhalten hat. Sunan Kudus, einer der neun Wali Sanga, soll der fünfte Imam (Oberhaupt) der Moschee von Demak und ein wichtiger Anführer des Feldzuges von 1527 gegen Majapahit gewesen sein, bevor er nach Kudus zog.
Die Moschee von Kudus (Masjid Menara), die aus dieser Zeit stammt, bleibt bis heute ein lokales Wahrzeichen. Sie ist bemerkenswert sowohl wegen der Beibehaltung vorislamischer architektonischer Formen wie altjavanische geteilte Türöffnungen und hinduistisch-buddhistisch beeinflusstes Mauerwerk im Majapahit-Stil, als auch wegen ihres Namens al-Manar oder al-Aqsa. Das Datum 956 (1549) ist über dem Mihrab (Nische, die die Richtung nach Mekka anzeigt) eingemeißelt.
Eine der wichtigsten und einflussreichsten Moscheen Indonesiens hat ihren Standort ebenfalls in Kudus: die Menara Kudus Moschee wurde von Sunan Kudus gegründet.

## Bevölkerung
Obwohl die meisten Bewohner von Kudus Javaner sind, gibt es eine indonesisch-chinesische Minderheit im Stadtzentrum sowie ein arabisches Viertel, Kudus Kulon, westlich des Stadtzentrums.

## Wirtschaft
Die Stadt ist für die Herstellung von Nelkenzigaretten (Kretek) bekannt. Dies ist die am häufigsten gerauchte Form des Tabaks im Lande. Kudus ist ein wichtiges Zentrum für ihre Herstellung und Hauptsitz des Tabakherstellers Djarum.

## Söhne und Töchter der Stadt
- Liem Swie King (* 1956), Badmintonspieler
- Hermawan Susanto (* 1967),  Badmintonspieler
- Hariyanto Arbi (* 1972), Badmintonspieler